# مخزن زباله هسته‌ای کوهستان یوکا
مخزن زباله هسته‌ای کوهستان یوکا، طبق اصلاحیه‌های قانون سیاست زباله هسته‌ای ۱۹۸۷، یک تأسیسات پیشنهادی ذخیره‌سازی عمیق زمین‌شناسی در درون کوهستان یوکا برای سوخت هسته‌ای مصرف‌شده و دیگر زباله‌های رادیواکتیو سطح بالا در ایالات متحده است. این محل در زمین‌های فدرال مجاور سایت آزمایش نوادا در شهرستان نای، نوادا، حدود ۱۳۰ کیلومتر شمال غربی دره لاس وگاس واقع شده است.
این پروژه در سال ۲۰۰۲ توسط کنگره ۱۰۷ام ایالات متحده تصویب شد، اما کنگره ۱۱۲ام بودجه فدرال برای این محل را از طریق اصلاحیه‌ای به قانون تأمین بودجه وزارت دفاع و ادامه بودجه سالانه در ۱۴ آوریل ۲۰۱۱، در دوران ریاست جمهوری اوباما، متوقف کرد.این پروژه با مشکلات زیادی روبرو شد و توسط عموم مردم، مردم شوشون غربی و بسیاری از سیاستمداران به شدت مورد اعتراض قرار گرفت. همچنین این پروژه با مخالفت قوی ایالتی و منطقه‌ای مواجه است.دفتر حسابرسی دولت اعلام کرد که تعطیلی پروژه دلایل سیاسی داشته، نه فنی یا ایمنی.
این وضعیت باعث شده که دولت ایالات متحده (که زباله‌های ترانس‌اورانیک تولید شده در تولید تسلیحات هسته‌ای را در عمق ۶۶۰ متری در سایت آزمایشی زباله‌ها در نیومکزیکو دفن می‌کند) و نیروگاه‌های هسته‌ای آمریکایی، فاقد ذخیره‌سازی بلندمدت تعیین‌شده برای زباله‌های رادیواکتیو سطح بالا (سوخت مصرف‌شده) باشندکه در ۷۶ محل رآکتور هسته‌ای در ۳۴ ایالت در محفظه‌های فولادی و بتنی (ذخیره‌سازی محفظه خشک) نگهداری می‌شوند.
در زمان ریاست جمهوری باراک اوباما، وزارت انرژی آمریکا گزینه‌های دیگری به غیر از کوهستان یوکا برای مخزن زباله سطح بالا بررسی کرد. کمیسیون نواری آبی دربارهٔ آینده هسته‌ای آمریکا، که توسط وزیر انرژی تشکیل شده بود، گزارش نهایی خود را در ژانویه ۲۰۱۲ منتشر کرد. این گزارش نیاز فوری به یافتن محلی مناسب برای ساخت یک مخزن زمین‌شناسی متحد را تشریح کرد و اظهار داشت که هر تأسیسات آینده باید توسط یک سازمان مستقل جدید با دسترسی مستقیم به صندوق زباله هسته‌ای توسعه یابد، که تحت کنترل سیاسی و مالی همانند وزارت انرژی نیست. اما این محل با مخالفت شدید در نوادا، از جمله مخالفت رهبر سنای وقت هری رید، مواجه شد.
در دوران ریاست جمهوری دونالد ترامپ، وزارت انرژی تحقیقات مربوط به چاه‌های عمیق و دیگر فعالیت‌های مربوط به جابه‌جایی زباله‌های غیر کوهستان یوکا را متوقف کرد. برای سال مالی ۲۰۱۸، وزارت انرژی درخواست ۱۲۰ میلیون دلار و کمیسیون تنظیم مقررات هسته‌ای آمریکا ۳۰ میلیون دلار از کنگره برای ادامه فعالیت‌های مجوزدهی مخزن کوهستان یوکا کرد. برای سال مالی ۲۰۱۹، وزارت انرژی دوباره ۱۲۰ میلیون دلار درخواست کرد در حالی که کمیسیون تنظیم مقررات هسته‌ای درخواست خود را به ۴۷٫۷ میلیون دلار افزایش داد. کنگره بودجه‌ای برای باقی‌مانده سال مالی ۲۰۱۸ اختصاص نداد. در مه ۲۰۱۹، نماینده جان شیمکوس لایحه‌ای برای این محل دوباره در مجلس نمایندگان معرفی کرد، اما کمیته تخصیص بودجه اصلاحیه‌ای از طرف نماینده مایک سیمپسون برای افزودن ۷۴ میلیون دلار به بودجه کوهستان یوکا را رد کرد. در ۲۰ مه ۲۰۲۰، معاون وزیر انرژی مارک و منزس در کمیته انرژی و منابع طبیعی سنای آمریکا شهادت داد که رئیس‌جمهور ترامپ قویاً مخالف پیشبرد پروژه مخزن کوهستان یوکا است.
در مه ۲۰۲۱، وزیر انرژی جنیفر گرانهولم گفت که کوهستان یوکا بخشی از برنامه‌های دولت بایدن برای دفع زباله هسته‌ای نخواهد بود و انتظار دارد که در ماه‌های آینده اقدامات بعدی وزارتخانه اعلام شود.

## مقدمه

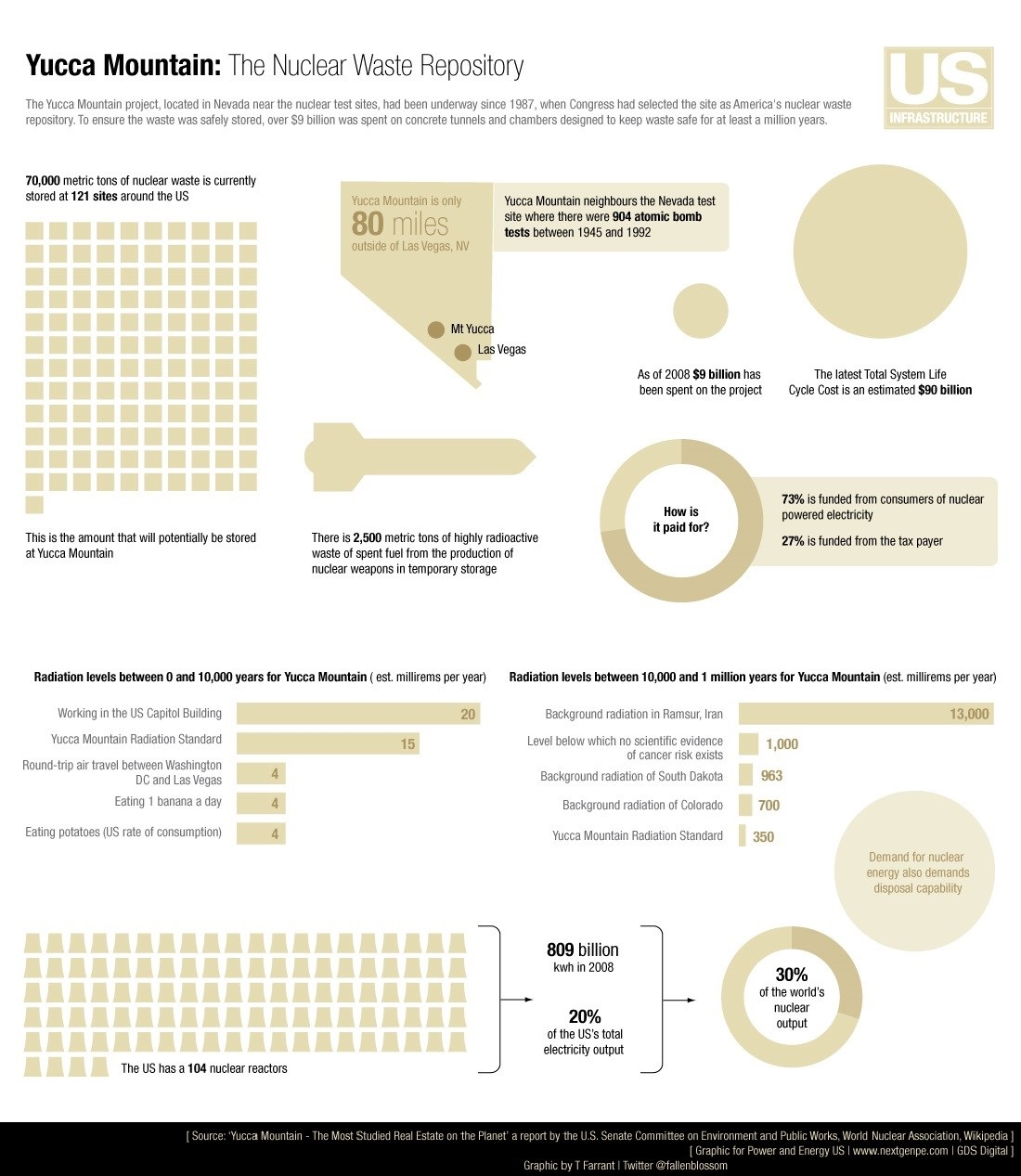
اینفوگرافیکی دربارهٔ مخزن زباله‌های هسته‌ای کوه یوکا

سوخت هسته‌ای مصرف‌شده، محصول جانبی رادیواکتیو تولید برق در نیروگاه‌های هسته‌ای تجاری است، و زباله رادیواکتیو سطح بالا، محصول جانبی بازفرآوری سوخت مصرف‌شده برای تولید ماده شکافت‌پذیر جهت تسلیحات هسته‌ای است. در سال ۱۹۸۲، کنگره سیاست ملی‌ای برای حل مشکل دفع زباله هسته‌ای وضع کرد. این سیاست، قانونی فدرال با عنوان «قانون سیاست زباله هسته‌ای» بود که وزارت انرژی ایالات متحده (DOE) را مسئول یافتن محل، ساخت و بهره‌برداری از یک تأسیسات دفع زیرزمینی موسوم به مخزن زمین‌شناسی کرد. پیشنهاد استفاده از یک مخزن زمین‌شناسی به سال ۱۹۵۷ بازمی‌گردد، زمانی که آکادمی ملی علوم آمریکا توصیه کرد که بهترین روش برای حفاظت از محیط‌زیست و سلامت و ایمنی عمومی، دفع زباله‌ها در دل صخره‌ها در اعماق زمین است.
وزارت انرژی از سال ۱۹۷۸ مطالعه کوهستان یوکا را آغاز کرد تا تعیین کند که آیا این محل برای نخستین مخزن زمین‌شناسی بلندمدت کشور، برای بیش از ۷۰٬۰۰۰ تن متریک (۱۵۰ میلیون پوند) سوخت هسته‌ای مصرف‌شده و زباله رادیواکتیو سطح بالا، که تا سال ۲۰۱۵ در ۱۲۱ محل در سراسر کشور انبار شده بود، مناسب است یا خیر. برآورد می‌شود که حدود ۱۰٬۰۰۰ تن متریک از این زباله‌ها مربوط به برنامه‌های هسته‌ای نظامی آمریکا باشد.
در ۱۹ دسامبر ۱۹۸۴، وزارت انرژی ۱۰ محل در ۶ ایالت را بر اساس داده‌هایی که طی نزدیک به ۱۰ سال گردآوری شده بود، به عنوان گزینه‌هایی برای مکان مخزن پیشنهاد داد. این ۱۰ محل مورد مطالعه قرار گرفت و نتایج این مطالعات مقدماتی در سال ۱۹۸۵ منتشر شد. بر پایه این گزارش‌ها، رئیس‌جمهور رونالد ریگان سه محل را برای مطالعه علمی فشرده، موسوم به «شناسایی محل»، تأیید کرد. این سه محل عبارت بودند از هنفورد در واشینگتن، شهرستان دیف اسمیت در تگزاس، و کوهستان یوکا.
در سال ۱۹۸۷، کنگره قانون سیاست زباله هسته‌ای را اصلاح و وزارت انرژی را موظف کرد فقط کوهستان یوکا را بررسی کند، که در مجاورت سایت آزمایش هسته‌ای سابق قرار داشت. قانون تصریح داشت که اگر در جریان شناسایی محل مشخص شود کوهستان یوکا نامناسب است، مطالعات باید فوراً متوقف شود. این گزینه زمانی منقضی شد که ریگان رسماً این محل را توصیه کرد. در ۲۳ ژوئیه ۲۰۰۲، رئیس‌جمهور جورج دبلیو بوش «قطعنامه مشترک مجلس ۸۷» را امضا کرد که به وزارت انرژی اجازه داد گام بعدی برای ایجاد یک مخزن ایمن برای انبار زباله هسته‌ای را بردارد. وزارت انرژی قرار بود از ۳۱ ژانویه ۱۹۹۸ دریافت سوخت مصرف‌شده را در کوهستان یوکا آغاز کند، اما به دلیل مجموعه‌ای از تأخیرها، چالش‌های حقوقی، نگرانی‌ها دربارهٔ نحوه انتقال زباله‌های هسته‌ای به این محل، و فشارهای سیاسی که به کمبود بودجه انجامید، موفق به این کار نشد.
در ۱۸ ژوئیهٔ ۲۰۰۶، وزارت انرژی ایالات متحده (DOE) تاریخ ۳۱ مارس ۲۰۱۷ را—در صورت تأمین کامل بودجه—به‌عنوان زمان آغاز به کار تأسیسات و پذیرش پسماند پیشنهاد کرد. در ۸ سپتامبر ۲۰۰۶، جرج بوش، رئیس‌جمهور وقت، وارد (ادوارد) اسپروت، مدیر اجرایی سابق صنعت هسته‌ای از شرکت انرژی PECO در پنسیلوانیا را برای رهبری پروژهٔ یاکا مانتین معرفی کرد. پس از انتخابات میان‌دوره‌ای کنگره در سال ۲۰۰۶، هری رید، یکی از مخالفان دیرینهٔ این انبار، به رهبری اکثریت سنا رسید؛ جایگاهی که به او امکان می‌داد تأثیر زیادی بر آیندهٔ این پروژه بگذارد. رید اعلام کرد که به تلاش‌های خود برای جلوگیری از تکمیل پروژه ادامه خواهد داد و گفته‌اش نقل شده که: «یاکا مانتین مرده است. هرگز اتفاق نخواهد افتاد.»
در قانون بودجه جامع سال ۲۰۰۸، بودجه پروژه کوهستان یوکا به ۳۹۰ میلیون دلار کاهش یافت. این پروژه توانست منابع خود را بازتخصیص دهد و هزینه‌های مربوط به حمل‌ونقل را به تعویق اندازد تا درخواست مجوز را در تاریخ ۳ ژوئن ۲۰۰۸ ارائه کند. در جریان کمپین انتخابات ریاست‌جمهوری ۲۰۰۸، باراک اوباما وعده داد که این پروژه را رها خواهد کرد. پس از انتخاب وی، کمیسیون تنظیم مقررات هسته‌ای آمریکا به اوباما اطلاع داد که اختیار قانونی توقف پروژه را ندارد. در ۲۳ آوریل ۲۰۰۹، لیندزی گراهام و هشت سناتور دیگر لایحه‌ای معرفی کردند تا از یک صندوق فدرال ۳۰ میلیارد دلاری که نیروگاه‌های هسته‌ای به آن پرداخت کرده‌اند، «بازپرداخت» انجام شود، در صورتی که کنگره پروژه را لغو کند.
در نوامبر ۲۰۱۳، در پاسخ به شکایت انجمن ملی کمیسیونرهای خدمات عمومی و مؤسسه انرژی هسته‌ای، دادگاه تجدیدنظر ایالات متحده حکم داد که شرکت‌های هسته‌ای می‌توانند تا زمانی که وزارت انرژی قانون سیاست زباله هسته‌ای را دنبال نکند (که کوهستان یوکا را به عنوان مخزن تعیین کرده است) یا کنگره قانون را تغییر ندهد، پرداخت به صندوق بازیابی زباله هسته‌ای را متوقف کنند. این هزینه در ۱۶ مه ۲۰۱۴ خاتمه یافت.
در غیاب یک مخزن عملیاتی، دولت فدرال در ابتدا سالانه بین ۳۰۰ تا ۵۰۰ میلیون دلار به شرکت‌های خدماتی بابت ناتوانی در عمل به قرارداد تحویل سوخت مصرف‌شده تا سال ۱۹۹۸ پرداخت می‌کرد. برای ده سال پس از ۲۰۱۵، برآورد می‌شود که پرداخت‌ها از «صندوق داوری» بالغ بر ۲۴ میلیارد دلار به مالیات‌دهندگان هزینه تحمیل کند. صندوق داوری مشمول قوانین بودجه نیست و به کنگره اجازه می‌دهد از موضوع زباله هسته‌ای چشم‌پوشی کند، چراکه پرداخت از این صندوق تأثیری بر هزینه‌های سالانه سایر برنامه‌ها ندارد.

## تأسیسات

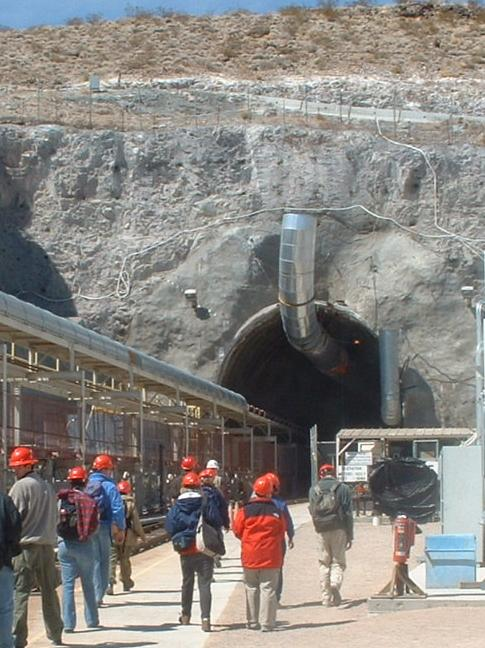
یک گروه گردشگری در حال ورود به دروازه شمالی کوه یوکا

هدف پروژهٔ کوهستان یوکا، پایبندی به «قانون سیاست‌گذاری پسماند هسته‌ای» مصوب سال ۱۹۸۲ و ایجاد یک محل ملی برای ذخیرهٔ سوخت مصرف‌شدهٔ هسته‌ای و پسماند پرتوزای سطح‌بالا است. پیمانکار مدیریت و بهره‌برداری پروژه از اول آوریل ۲۰۰۹ شرکت خدمات مخزن ایالات متحده (USA Repository Services یا USA-RS) بود، که زیرمجموعهٔ کامل شرکت URS Corporation (اکنون بخشی از AECOM) است و پیمانکاران فرعی اصلی آن شرکت Shaw Corporation (اکنون بخشی از McDermott International Inc.) و شرکت Areva Federal Services LLC (اکنون بخش خدمات فدرال اورانو) بودند.
پس از اخراج ۸۰۰ کارمند در ۳۱ مارس ۲۰۰۹، حدود ۱۰۰ نفر در پروژه باقی ماندند تا اینکه تمام کارکنان فنی تا پایان سال مالی ۲۰۱۰ به دلیل تخصیص نیافتن بودجه در سال ۲۰۱۱ برای دفتر مدیریت پسماند پرتوزای غیرنظامی اخراج شدند. آزمایشگاه‌های ملی سندیا مسئول تحلیل پس از بسته شدن و تضمین انطباق با قانون سیاست‌گذاری پسماند هسته‌ای (NWPA) بودند. تونل اصلی «تأسیسات مطالعات اکتشافی» به شکل U، به طول ۵ مایل (۸ کیلومتر) و عرض ۲۵ فوت (۷٫۶ متر) است.
چند حفره طاقچه‌مانند به شکل کلیسا نیز از تونل اصلی منشعب می‌شوند. بیشتر آزمایش‌های علمی در این طاقچه‌ها انجام شد. تونل‌های جانبی بارگذاری (emplacement drifts) که محل ذخیره‌سازی پسماند بودند، ساخته نشدند، زیرا نیازمند مجوز کمیسیون تنظیم مقررات هسته‌ای بودند. ظرفیت قانونی این محل دفن ۷۷٬۰۰۰ تن متریک (۸۵٬۰۰۰ تن کوتاه آمریکایی) است.
برای ذخیرهٔ این میزان پسماند، به ۴۰ مایل (۶۴ کیلومتر) تونل نیاز بود. قانون سیاست‌گذاری پسماند هسته‌ای ظرفیت ذخیره‌سازی را به ۶۳٬۰۰۰ تن متریک سوخت مصرف‌شدهٔ تجاری اولیه (بدون بازفرآوری) محدود می‌کند. انتظار می‌رفت ۱۰۴ راکتور تجاری آمریکا که آن زمان فعال بودند، تا سال ۲۰۱۴ این میزان سوخت مصرف‌شده را تولید کنند؛ به شرطی که میله‌های سوخت مصرف‌شده بازفرآوری نشوند. در حال حاضر، ایالات متحده فاقد تأسیسات بازفرآوری سوخت غیرنظامی است.

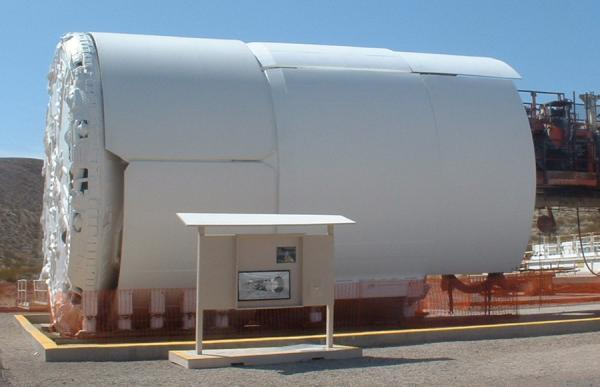
دستگاه حفاری تونل که در خروجی تونل به نمایش گذاشته شده است

تا سال ۲۰۰۸، کوهستان یوکا یکی از پُرمطالعه‌ترین بخش‌های زمین‌شناسی در جهان بود؛ ایالات متحده در این پروژه، بین مطالعات زمین‌شناسی و علوم مواد، ۹ میلیارد دلار سرمایه‌گذاری کرده بود. این مکان که توسط ادارهٔ معادن و زمین‌شناسی نوادا (NBMG) بررسی شده، از دیگر محل‌های احتمالی دفن پسماند تفاوت زیادی دارد، زیرا دارای مشابهت‌های طبیعی با مواد هسته‌ای است که در حال مطالعه هستند.
وزارت انرژی ایالات متحده (DOE) برآورد می‌کند که بیش از ۱۰۰ میلیون گالن پسماند بسیار پرتوزا و ۲٬۵۰۰ تن متریک (۲٬۸۰۰ تن کوتاه) سوخت مصرف‌شده از تولید سلاح‌های هسته‌ای و فعالیت‌های پژوهشی را در محل‌های موقت ذخیره‌سازی در اختیار دارد.
هزینهٔ این تأسیسات از ترکیبی از مالیاتی بر هر کیلووات ساعت برق هسته‌ای و نیز بودجهٔ مالیاتی برای دفع پسماندهای هسته‌ای نظامی و دریایی تأمین می‌شود. بر پایهٔ برآورد هزینه در سال ۲۰۰۱، حدود ۷۳٪ از بودجه را مصرف‌کنندگان برق هسته‌ای و ۲۷٪ را مالیات‌دهندگان تأمین می‌کردند.
مدیر هزینهٔ کل چرخهٔ عمر سیستم، آقای اسپروت، در ۱۵ ژوئیهٔ ۲۰۰۸ برآوردی ۹۰ میلیارد دلاری به کنگره ارائه کرد. این رقم با برآوردهای پیشین قابل مقایسه نبود، چون ظرفیت مخزن تقریباً دو برابر و دورهٔ زمانی آن بسیار طولانی‌تر (۱۰۰ سال در برابر ۳۰ سال) در نظر گرفته شده بود. افزون بر آن، هزینهٔ پروژه به دلیل کمبود بودجه برای پیشبرد کارآمد و تکمیل آن، پیوسته در حال افزایش بود. تا سال ۲۰۰۷، وزارت انرژی اعلام کرد که قصد دارد ظرفیت مخزن کوهستان یوکا را دو برابر کرده و به ۱۳۵٬۰۰۰ تن متریک (۱۴۹٬۰۰۰ تن کوتاه)، یا ۳۰۰ میلیون پوند برساند.
دستگاه حفاری تونل (TBM) که تونل اصلی را حفر کرد، ۱۳ میلیون دلار هزینه داشت و هنگام عملیات، ۴۰۰ فوت (۱۲۰ متر) طول داشت. این دستگاه اکنون در خروجی خود در ورودی جنوبی تأسیسات (South Portal) قرار دارد. طاقچه‌های جانبی کوتاه با استفاده از مواد منفجره حفر شدند.

## مخالفت‌ها

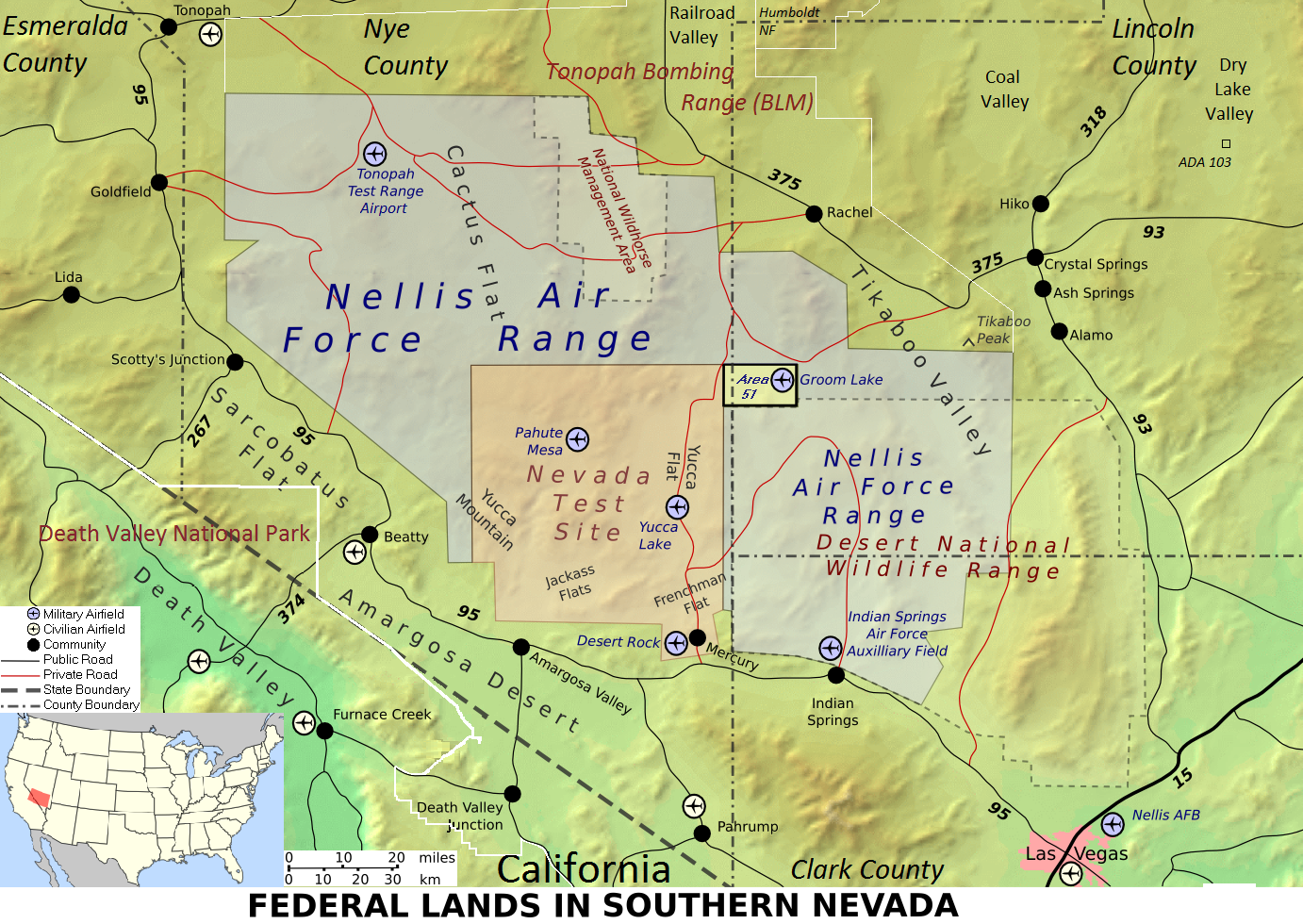
نقشه‌ای که کوه یوکا را در جنوب نوادا، غرب سایت آزمایشی نوادا نشان می‌دهد

وزارت انرژی ایالات متحده (DOE) قرار بود تا ۳۱ ژانویهٔ ۱۹۹۸ (۲۷ سال پیش) پذیرش سوخت مصرف‌شده در تأسیسات یوکاماونت را آغاز کند. اما تا سال ۲۰۱۰، سال‌ها پس از این ضرب‌الاجل، آیندهٔ این سایت همچنان نامشخص بود؛ به‌دلیل دعوی‌های حقوقی ادامه‌دار و مخالفت‌های سناتور هری رید.
به‌دلیل تأخیرهای ساخت، تعدادی از نیروگاه‌های هسته‌ای در آمریکا به ذخیره‌سازی خشک سوخت هسته‌ای در محل خود و به‌طور نامحدود روی آورده‌اند؛ این سوخت‌ها در محفظه‌هایی فولادی و بتنی نگهداری می‌شوند.
این پروژه در ایالت نوادا با مخالفت گسترده‌ای مواجه شده و به‌طور گسترده‌ای در سطح ملی مورد بحث است. دوسوم ساکنان نوادا معتقدند که منصفانه نیست این ایالت مسئول نگهداری پسماند هسته‌ای باشد؛ در حالی که هیچ نیروگاه هسته‌ای در آن وجود ندارد.بسیاری از مخالفت‌های مردم نوادا ناشی از قانونی موسوم به «قانون ضربه به نوادا» در سال ۱۹۸۷ است؛قانونی که مطالعهٔ دو محل دیگر (هَنفورد و تگزاس) را پیش از رسیدن به نتیجه متوقف کرد. شهرستان نای (Nye County) که محل احداث سایت پیشنهادی است، از توسعهٔ آن حمایت می‌کند؛ همچنین شش شهرستان مجاور نیز پشتیبان پروژه هستند. در یک نظرسنجی در سال ۲۰۱۵، ۵۵٪ از مردم نوادا موافق بودند که این ایالت باید پذیرای بحث دربارهٔ مزایای این سایت باشد.
یکی از نگرانی‌ها مربوط به میزان انتشار تشعشعات در بازهٔ زمانی ۱۰٬۰۰۰ تا ۱٬۰۰۰٬۰۰۰ سال آینده است. در ۹ اوت ۲۰۰۵، سازمان حفاظت محیط‌زیست ایالات متحده (EPA) حد مجاز ۳۵۰ میلی‌رم در سال را برای این دوره پیشنهاد داد.در اکتبر ۲۰۰۷، وزارت انرژی پیش‌نویس بیانیهٔ مکمل ارزیابی زیست‌محیطی را منتشر کرد که نشان می‌داد میانگین دوز عمومی تا ۱۰٬۰۰۰ سال آینده برابر با ۰٫۲۴ میلی‌رم در سال و پس از آن، میانهٔ دوز عمومی ۰٫۹۸ میلی‌رم در سال خواهد بود.هر دو مقدار به‌طور قابل‌توجهی کمتر از حد مجاز پیشنهادی EPA هستند. برای مقایسه: یک عکس‌برداری ایکس از ناحیه لگن حدود ۸۳ میلی‌رم و یک سی‌تی‌اسکن از سر یا قفسه سینه حدود ۱٬۱۱۰ میلی‌رم تشعشع دارد. در آمریکا، میزان متوسط دریافت سالانهٔ هر فرد از تابش‌های پس‌زمینهٔ طبیعی حدود ۳۵۰ میلی‌رم است، گرچه در برخی مناطق این میزان بیش از دو برابر است.
در ۱۲ فوریهٔ ۲۰۰۲، وزیر انرژی «اسپنسر آبراهام» این محل را به‌عنوان محل مناسب برای دفن ملی پسماندهای هسته‌ای اعلام کرد. فرماندار ایالت نوادا ۹۰ روز فرصت داشت تا اعتراض کند، که این کار را انجام داد؛ اما کنگره اعتراض او را رد کرد. در صورت پذیرش این اعتراض، پروژه کنار گذاشته می‌شد و محل جدیدی انتخاب می‌گردید. در اوت ۲۰۰۴، موضوع یوکاماونت به یک مسئلهٔ انتخاباتی تبدیل شد؛ سناتور جان کری اعلام کرد در صورت پیروزی در انتخابات، این طرح را کنار خواهد گذاشت.
در مارس ۲۰۰۵، وزارت‌خانه‌های انرژی و کشور آمریکا اعلام کردند که چند زمین‌شناس سازمان زمین‌شناسی ایالات متحده (USGS) ایمیل‌هایی رد و بدل کرده‌اند که در آن‌ها بحث‌هایی دربارهٔ جعل احتمالی اسناد تضمین کیفیت در مطالعات نفوذپذیری آب وجود داشته است. در ۱۷ فوریهٔ ۲۰۰۶، دفتر مدیریت پسماند هسته‌ای غیرنظامی وزارت انرژی گزارشی منتشر کرد که در آن اعتبار علمی مدل‌سازی نفوذ آب که توسط کارکنان USGS انجام شده، تأیید شد.در مارس ۲۰۰۶، اکثریت اعضای کمیتهٔ محیط‌زیست و امور عمومی سنای آمریکا، گزارشی ۲۵ صفحه‌ای تحت عنوان «یوکا: مطالعه‌شده‌ترین زمین روی کره زمین» منتشر کردند. نتیجه‌گیری آن‌ها چنین بود:
- مطالعات گسترده به‌طور پیوسته نشان داده‌اند که کوه یوکا مکانی مناسب و ایمن برای دفن پسماندهای هسته‌ای است.
- هزینهٔ عدم پیشرفت پروژه بسیار بالاست.
- توانایی دفن پسماندهای هسته‌ای یک ضرورت زیست‌محیطی است.
- این توانایی همچنین از امنیت ملی پشتیبانی می‌کند.
- افزایش نیاز به نیروگاه‌های هسته‌ای جدید نیز نیازمند قابلیت دفن پسماند است.

در ۱۸ ژانویهٔ ۲۰۰۶، دفتر مدیریت پسماندهای رادیواکتیو غیرنظامی وزارت انرژی (DOE OCRWM) اعلام کرد که آزمایشگاه ملی سندیا (Sandia National Laboratories) را به‌عنوان آزمایشگاه اصلی پروژه یوکا انتخاب خواهد کرد تا کارهای علمی مرتبط با مخزن زیرزمینی را یکپارچه‌سازی کند. پل گولان، مدیر وقت OCRWM گفت: «ما باور داریم که انتخاب سندیا به‌عنوان آزمایشگاه اصلی‌مان گامی مهم در مسیر جدیدمان است. بررسی مستقل و کارشناسانه‌ای که دانشمندان سندیا انجام خواهند داد، به تضمین پایه‌های فنی و علمی پروژه کمک خواهد کرد. سندیا تجربهٔ منحصربه‌فردی در مدیریت تحقیقات علمی در پشتیبانی از سایت‌های دفن زمین‌لایه‌ای دارد و پیش‌تر مشاور علمی تأسیسات دفن زباله در نیومکزیکو (WIPP) بوده است.» سندیا از اول اکتبر ۲۰۰۶ فعالیت خود را به‌عنوان آزمایشگاه اصلی آغاز کرد.
به‌دلیل پرسش‌هایی که ایالت نوادا و برخی نمایندگان کنگره دربارهٔ کیفیت پژوهش‌های علمی پروژه یوکا مطرح کردند، وزارت انرژی در ۳۱ مارس ۲۰۰۶ اعلام کرد که دانشگاه‌های وابسته به اوک ریج (Oak Ridge Associated Universities) و مؤسسهٔ علوم و آموزش اوک ریج را برای بازبینی کارشناسی مطالعات علمی و فنی پروژه انتخاب کرده است. این نهاد یک کنسرسیوم غیرانتفاعی متشکل از ۹۶ دانشگاه دکترادهنده و ۱۱ دانشگاه همکار است. وزارت انرژی اعلام کرد که پروژه «بر پایهٔ علم محکم» پیش خواهد رفت. با همکاری اوک ریج، وزارت انرژی می‌خواست سطح بالایی از تخصص و اعتبار را به پروژه بیفزاید و به وظیفهٔ قانونی خود برای صدور مجوز، ساخت و بهره‌برداری از یوکا عمل کند.
با این‌حال، مخالفت عمومی و سیاسی چشمگیری در نوادا وجود داشت. تلاش‌هایی برای پیشبرد پروژه علی‌رغم این مخالفت‌ها انجام شد، اما در نهایت مخالفان محلی پیروز شدند.
در ۵ مارس ۲۰۰۹، وزیر وقت انرژی آمریکا، استیون چو، در جلسه‌ای در سنا اعلام کرد که سایت یوکاماونت دیگر به‌عنوان گزینه‌ای برای ذخیره‌سازی پسماند هسته‌ای در نظر گرفته نمی‌شود.
در ۳ مارس ۲۰۱۰، وزارت انرژی درخواستی به کمیسیون نظارت بر انرژی هسته‌ای (NRC) داد تا مجوز پروژه را پس بگیرد، اما ایالت‌ها، شهرستان‌ها و افراد مختلف از سراسر کشور به استناد این‌که قانون NWPA اجازهٔ چنین درخواستی را نمی‌دهد، شکایت کردند.
حادثهٔ پرهزینهٔ سال ۲۰۱۴ در تأسیسات دفن پسماند نیومکزیکو (WIPP) که طی آن یک محفظهٔ زباله منفجر شد، موجب تردید در امکان استفاده از این مکان به‌عنوان جایگزینی برای یوکا شد.
در ژانویهٔ ۲۰۱۹، فرماندار نوادا، استیو سیسولاک، اعلام کرد که «حتی یک اونس» زبالهٔ هسته‌ای اجازهٔ ورود به یوکاماونت را نخواهد داشت و لایحهٔ بودجهٔ ماه مه نیز اعتباری برای این سایت در نظر نگرفت. در مهٔ ۲۰۱۹، نشریهٔ Reno Gazette-Journal مقاله‌ای بلند منتشر کرد که مخالفت‌ها با پروژهٔ یوکاماونت را مستند می‌کرد. به‌گفتهٔ یکی از بزرگان بومیان آمریکایی، قوم شوشون غربی یوکا را مکانی مقدس می‌دانند و باور دارند که انبار پسماند هسته‌ای «همه چیز را مسموم خواهد کرد؛ جان انسان‌ها، جان مادر زمین، جان موجودات زنده اینجا، هرچه که می‌خزد یا حرکت می‌کند، همه‌شان زندگی دارند.» قبایل بومی می‌گویند توان مالی لازم برای مقابله با ادعاهای ایمنی دولت را ندارند، اما در صورت بروز فاجعه، مستقیماً آسیب خواهند دید.

## استانداردهای پرتوگیری

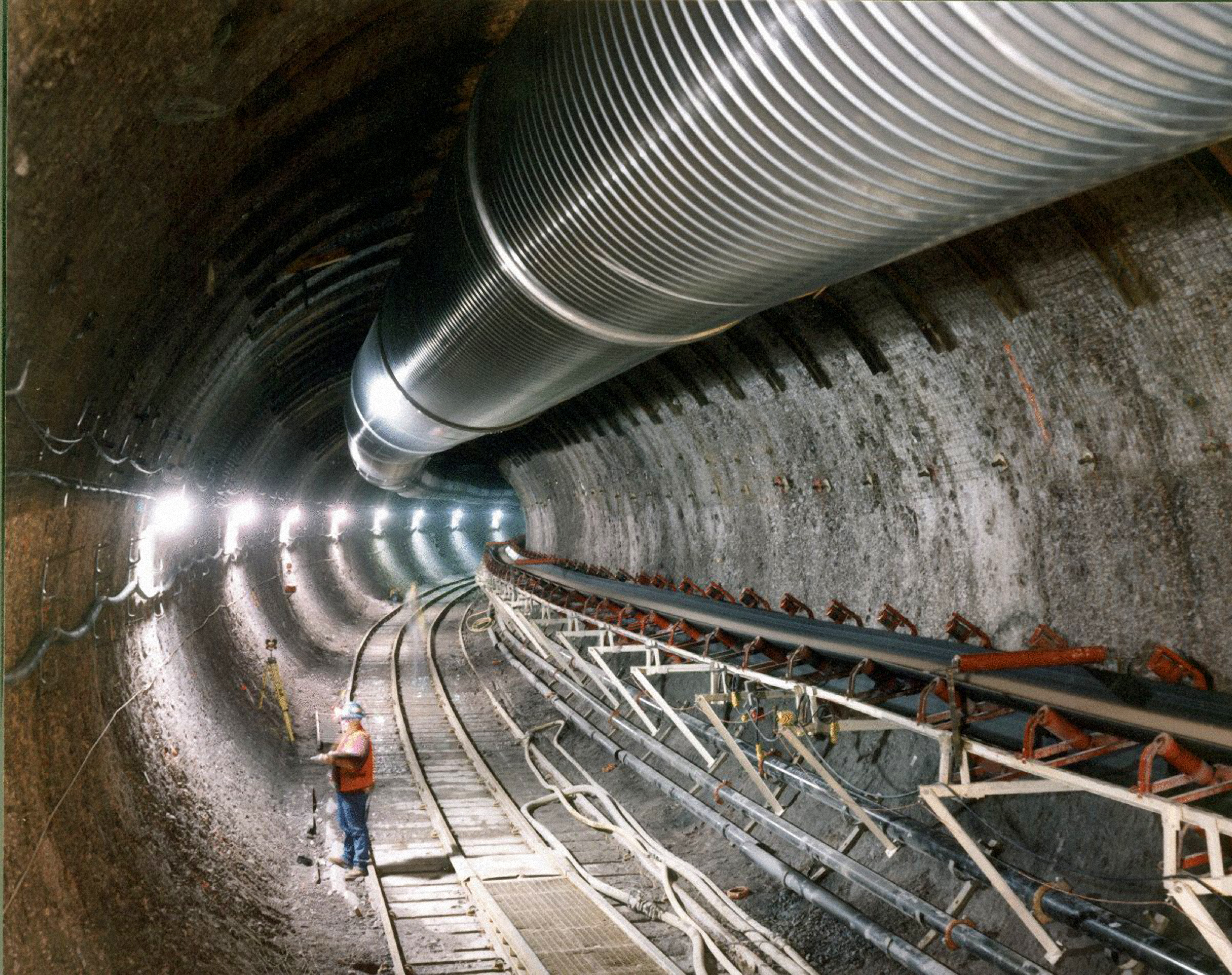
تونلی درون تأسیسات مطالعات اکتشافی.

### استاندارد اصلی
آژانس حفاظت محیط زیست ایالات متحده (EPA) استانداردهای پرتوگیری مربوط به یوکاماونت را در ژوئن ۲۰۰۱ تعیین کرد. بر اساس این استانداردها، حداکثر دُز پرتوگیری برای عموم مردم در خارج از محوطهٔ سایت ۱۵ میلی‌رم در سال تعیین شد. استانداردهای دفن نیز شامل سه بخش بودند: استاندارد پرتوگیری فردی، استاندارد ارزیابی تأثیرات نفوذ انسان به مخزن، و استاندارد حفاظت از آب‌های زیرزمینی.
در دو استاندارد نخست (فردی و نفوذ انسان)، حداکثر دُز مجاز برای یک فرد «بیشینه در معرض» (یعنی یکی از افراد عمومی با بیشترین احتمال دریافت دُز) ۱۵ میلی‌رم در سال تعیین شد. استاندارد مربوط به حفاظت از منابع آب زیرزمینی با استانداردهای قانون آب آشامیدنی سالم (Safe Drinking Water Act) سازگار بود و نقش پیشگیرانه در برابر آلودگی ایفا می‌کرد. این استانداردها قرار بود به‌مدت ۱۰٬۰۰۰ سال پس از بسته شدن تأسیسات اعمال شوند، اگرچه ارزیابی‌های دُز تا پس از این بازه نیز ادامه می‌یافتند و در گزارش اثرات زیست‌محیطی وزارت انرژی ثبت می‌شدند، اما برای بازه‌های پس از ۱۰٬۰۰۰ سال، استاندارد الزام‌آوری تعیین نشده بود.
بازهٔ ۱۰٬۰۰۰ ساله برای ارزیابی سازگاری با استانداردها، با معیارهای کلی EPA که طبق «قانون سیاست‌گذاری پسماندهای هسته‌ای» تدوین شده‌اند، و نیز با راهنمایی‌های بین‌المللی دربارهٔ سطح اطمینان در پیش‌بینی‌های عددی بلندمدت هماهنگ بود.

### استانداردهای ناسازگار
مدتی پس از اعلام این استانداردها در سال ۲۰۰۱، صنایع هسته‌ای، چندین گروه زیست‌محیطی و ایالت نوادا به‌صورت قضایی به آن‌ها اعتراض کردند. در ژوئیهٔ ۲۰۰۴، دادگاه استیناف منطقهٔ کلمبیا به‌نفع EPA رأی داد، به‌جز در یک مورد: بازهٔ زمانی ۱۰٬۰۰۰ ساله برای انطباق با استانداردها. دادگاه اعلام کرد که این بازه با توصیه‌های آکادمی ملی علوم (NAS) همخوانی ندارد و بیش از حد کوتاه است.
این آکادمی توصیه کرده بود که استانداردها باید برای زمانی تنظیم شوند که «بالاترین خطر» محتمل است، حتی اگر تا نزدیک یک میلیون سال در آینده باشد. دادگاه نتیجه گرفت که EPA در محدود کردن بازه به ۱۰٬۰۰۰ سال، به تعهد قانونی خود برای هماهنگی با توصیه‌های NAS عمل نکرده است.

### قانونEPA
در سال ۲۰۰۹، EPA نسخهٔ نهایی استانداردها را در دفتر ثبت فدرال منتشر کرد. بر اساس این مقررات جدید، حداکثر دُز پرتوگیری از مخزن یوکاماونت برای بازه‌ای تا یک میلیون سال پس از بسته‌شدن تأسیسات تعیین شده است. قانون جدید EPA وزارت انرژی را ملزم می‌کند نشان دهد که یوکاماونت می‌تواند پسماندها را ایمن نگه دارد، با در نظر گرفتن خطراتی مانند زمین‌لرزه، فعالیت‌های آتشفشانی، تغییرات اقلیمی و خوردگی مخازن، در طول یک میلیون سال. تحلیل‌های فعلی نشان می‌دهند که این مخزن، دُزی کمتر از ۱ میلی‌رم در سال برای عموم ایجاد خواهد کرد، حتی در بازهٔ یک میلیون سال آینده.
در این چارچوب زمانی جدید:
- برای ۱۰٬۰۰۰ سال نخست، همان استاندارد قبلی یعنی ۱۵ میلی‌رم در سال حفظ شده است؛ این سطح از حفاظت، یکی از سخت‌گیرانه‌ترین مقررات پرتوگیری در ایالات متحده به‌شمار می‌رود.
- برای بازهٔ بین ۱۰٬۰۰۰ تا یک میلیون سال، حداکثر دُز مجاز ۱۰۰ میلی‌رم در سال تعیین شده است.

## زمین‌شناسی
> «کوه یوکا به عنوان محل دفن زباله هسته‌ای دیگر روی میز نیست. آنچه قصد داریم انجام دهیم این است که یک گام به عقب برداریم. اکنون می‌دانیم که نسبت به ۲۵ یا ۳۰ سال پیش، دانش بسیار بیشتری داریم. کمیسیون نظارت بر انرژی هسته‌ای (NRC) می‌گوید که نگهداری خشک (dry cask storage) در سایت‌های فعلی می‌تواند برای چندین دهه ایمن باشد، و همین امر به ما فرصت می‌دهد تا برای یک راهبرد بلندمدت تصمیم‌گیری کنیم. ما یک هیئت مشورتی خبره (blue-ribbon panel) تشکیل خواهیم داد تا به بررسی این مسئله بپردازد.
> ما به بررسی رآکتورهایی با طیف نوترونی پرانرژی مشغولیم که می‌توانند زباله‌های هسته‌ای دیرپای (actinideها) را بسوزانند. این‌ها رآکتورهای نوترون-سریع (fast-neutron reactors) هستند. همچنین گزینه‌های ترکیبی نوظهوری مانند هم‌جوشی-شکافت (fusion-fission hybrids) نیز وجود دارند که در آن هم‌جوشی نه تنها انرژی تولید می‌کند، بلکه نوترون‌های پرانرژی پدیدمی‌آورد که می‌توانند actinideهای دیرپا را بسوزانند.
> بخشی از زباله‌ها از پیش شیشه‌ای‌سازی (vitrified) شده‌اند. از نظر من، هیچ دلیل اقتصادی وجود ندارد که فکر کنیم باید این زباله‌ها را دوباره به چرخه سوخت بازگرداند؛ بنابراین می‌توان تصور کرد—البته بسته به نظر نهایی هیئت مشورتی—که برای یک دسته خاص از زباله‌ها، اصلاً نیازی نیست که دسترسی مجدد به آن‌ها داشته باشیم؛ و این یعنی می‌توان از سایت‌هایی غیر از کوه یوکا استفاده کرد، مانند گنبدهای نمکی (salt domes). وقتی زباله در این‌گونه سایت‌ها قرار می‌گیرد، نمک به دور آن جمع شده و آن را می‌پوشاند. این ساختارها در مقیاس‌های زمانی ۵۰ تا ۱۰۰ میلیون سال از نظر زمین‌شناسی پایدار هستند. مشکل این‌گونه مخازن این است که دیگر به زباله‌ها دسترسی نخواهید داشت. اما اگر هدف این باشد که به زباله‌ها دسترسی مجدد نداشته باشیم—این موضوع نقطه قوت محسوب می‌شود و یک سامانه مهار طبیعی فراهم می‌کند.
> در مقابل، برخی دیگر از زباله‌ها ممکن است دارای ارزش بالقوه باشند و بخواهیم آن‌ها را برای صد یا دویست سال آینده حفظ کنیم، چون احتمال زیادی وجود دارد که بخواهیم دوباره از آن‌ها بهره‌برداری کنیم.

> نکته اساسی این است که باید جمعی از متخصصان برجسته گرد هم آیند و راهکارهایی برای نگهداری موقت و بلندمدت بیابند. کوه یوکا قرار بود پاسخگوی همه نیازها باشد، اما با دانشی که امروز داریم، می‌دانیم که احتمالاً باید چند ناحیهٔ منطقه‌ای برای دفن زباله‌ها در نظر گرفته شود.»

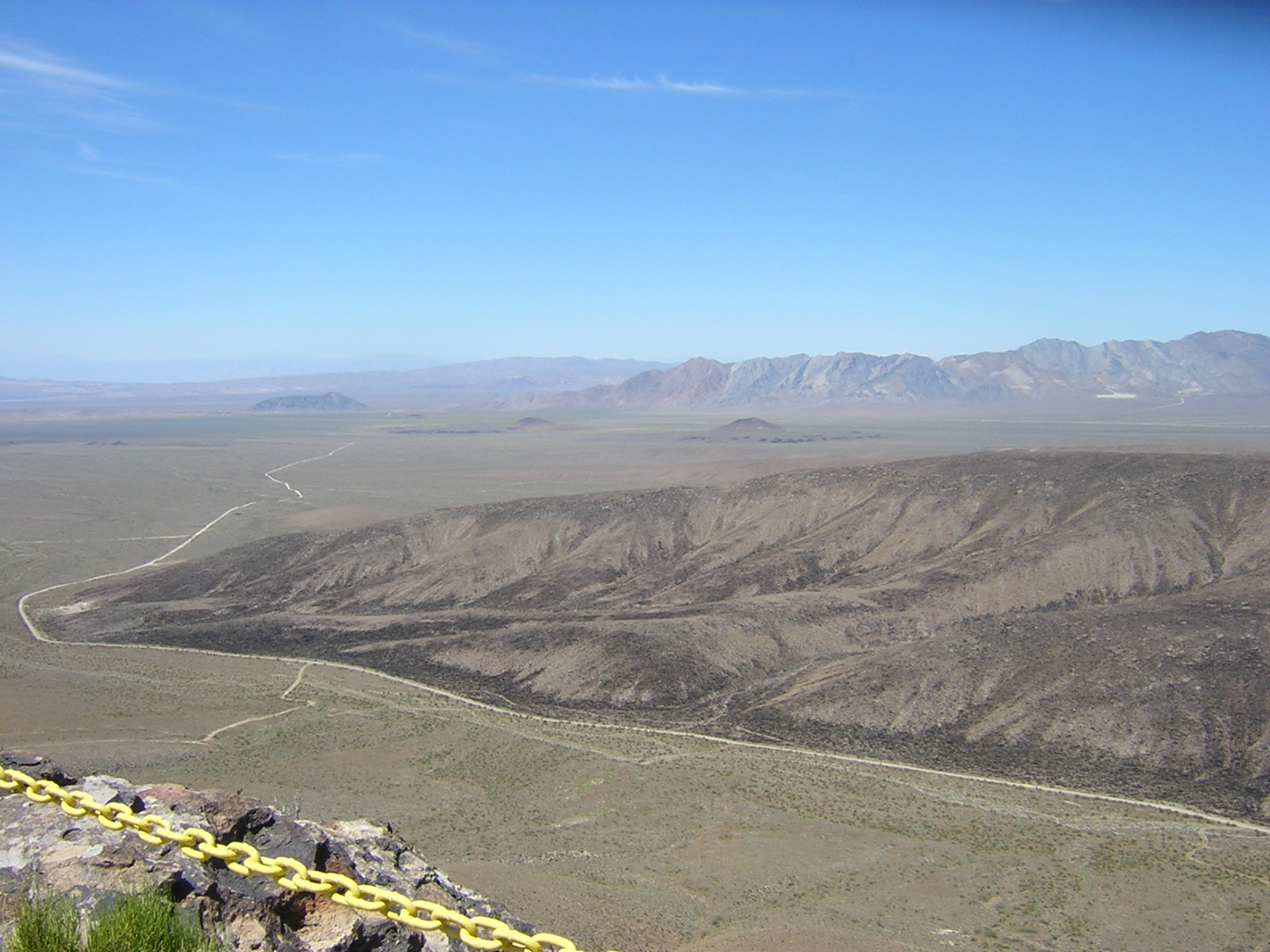
نگاهی به غرب، بالای کوه یوکا

تشکیل کوه یوکا نتیجه توف آتشفشانی کوه یوکا به‌طور قابل‌توجهی شکسته است و حرکت آب در آبخوان زیر محل دفن، عمدتاً از طریق این شکستگی‌ها انجام می‌شود. اگرچه شکستگی‌ها معمولاً محدود به لایه‌های منفرد توف هستند، گسل‌ها از محل ذخیره‌سازی برنامه‌ریزی شده تا سطح آب زیرزمینی که ۱۸۰ تا ۴۶۰ متر زیر سطح زمین است، امتداد دارند. انتقال آب از سطح زمین به سمت کانتینرهای زاله احتمالاً بیشتر از طریق این شکستگی‌ها صورت می‌گیرد. شواهدی وجود دارد که آب سطحی در کمتر از ۵۰ سال توانسته از ۲۱۰ متر خاک رویی به تونل اکتشافی کوه یوکا برسد.
چندین فوران بزرگ از یک آتشفشان کالدرا است و از لایه‌های متناوب ایگنیمبریت (توف جوش‌خورده)، توف غیرجوش‌خورده و توف نیمه‌جوش‌خورده تشکیل شده است. توف اطراف محل دفن، به عنوان یک سد طبیعی در برابر تشعشعات، انتظار می‌رود سلامت انسان را حفظ کند. این منطقه در مرز بین بیابان‌های موجاوه و گرِیت بَیسِن قرار دارد.
توف آتشفشانی کوه یوکا به‌طور قابل‌توجهی شکسته است و حرکت آب در آبخوان زیر محل دفن، عمدتاً از طریق این شکستگی‌ها انجام می‌شود. اگرچه شکستگی‌ها معمولاً محدود به لایه‌های منفرد توف هستند، گسل‌ها از محل ذخیره‌سازی برنامه‌ریزی شده تا سطح آب زیرزمینی که ۱۸۰ تا ۴۶۰ متر زیر سطح زمین است، امتداد دارند. انتقال آب از سطح زمین به سمت کانتینرهای زباله احتمالاً بیشتر از طریق این شکستگی‌ها صورت می‌گیرد. شواهدی وجود دارد که آب سطحی در کمتر از ۵۰ سال توانسته از ۲۱۰ متر خاک رویی به تونل اکتشافی کوه یوکا برسد.
آبخوان کوه یوکا به دره آمارگوسا می‌ریزد که بیش از ۱۴۰۰ نفر جمعیت و چندین گونه در معرض خطر در آن زندگی می‌کنند. مخالفان محل معتقدند پس از شکست احتمالی کانتینرهای زباله، این شکستگی‌ها می‌توانند مسیر حرکت مواد رادیواکتیو حل‌شده در آب را به سمت پایین فراهم کنند. مسئولان پروژه می‌گویند کانتینرهای زباله طوری ذخیره می‌شوند که این احتمال به حداقل یا تقریباً صفر برسد.
در گذشته‌های زمین‌شناسی، بارش باران در اطراف کوه یوکا بسیار بیشتر بوده و سطح آب زیرزمینی نیز به همین نسبت بالاتر بوده، هرچند هنوز پایین‌تر از سطح محل دفن است.

### زلزله‌ها
وزارت انرژی ایالات متحده (DOE) اعلام کرده است که تأثیرات زمین‌لرزه‌ای و تکتونیکی بر سامانه‌های طبیعی در کوه یوکا تأثیر قابل توجهی بر عملکرد محل دفن نخواهد داشت. کوه یوکا در منطقه‌ای با تغییرات تکتونیکی پیوسته واقع شده، اما نرخ این تغییرات بسیار کند است و در دوره ۱۰٬۰۰۰ سالهٔ ارزیابی انطباق مقررات، کوه را به‌طور قابل‌توجهی تحت تأثیر قرار نمی‌دهد. بالا آمدن سطح آب زیرزمینی ناشی از فعالیت‌های زمین‌لرزه‌ای نهایتاً چند ده متر خواهد بود و به محل دفن نمی‌رسد. توف آتشفشانی شکسته و گسل‌دار کوه یوکا نشان‌دهنده رخدادهای متعدد زمین‌لرزه و حرکات شدید زمین در میلیون‌ها سال گذشته است، اما ویژگی‌های هیدرولوژیکی سنگ به‌طور قابل توجهی تحت تأثیر زمین‌لرزه‌های احتمالی ۱۰٬۰۰۰ سال آینده قرار نخواهد گرفت. همچنین سیستم‌های مهندسی حفاظتی برای حفاظت قابل توجه زباله‌ها در برابر نفوذ آب حتی در شرایط لرزه‌ای شدید طراحی شده‌اند.
در سپتامبر ۲۰۰۷ مشخص شد که گسل بو ریدج درست زیر این تأسیسات و چند صد متر شرق‌تر از موقعیت اولیه‌ای که تصور می‌شد، قرار دارد. این گسل زیر سکوی ذخیره‌ای بود که کانتینرهای سوخت هسته‌ای مصرف‌شده پیش از مهر و موم شدن در تونل‌ها در آنجا خنک می‌شدند. این کشف باعث شد چندین سازه صدها متر به سمت شرق منتقل شوند و مورد انتقاد رابرت لوکس، رئیس وقت سازمان انرژی هسته‌ای نوادا، قرار گرفت که معتقد بود مدیران پروژه باید سال‌ها پیش از محل دقیق گسل اطلاع داشتند و این تغییرات «مهندسی در لحظه آخر» بود.
در ژوئن ۲۰۰۸، شرکت تامین‌کننده تجهیزات هسته‌ای هولتک اینترنشنال نگرانی‌هایی دربارهٔ طرح ایمنی DOE برای جابجایی کانتینرهای زباله رادیواکتیو مطرح کرد. آنها هشدار دادند که در صورت وقوع زمین‌لرزه، کانتینرهای غیرثابت‌شده زباله ممکن است به صورت «هرج‌ومرجی از برخورد و غلتیدن» درآیند.

## حمل و نقل زباله[۶۶]
زباله‌های هسته‌ای قرار بود با قطار و/یا کامیون به محل منتقل شوند، در کانتینرهای مقاوم به نام «قفس‌های حمل سوخت هسته‌ای مصرف‌شده» که توسط کمیسیون تنظیم مقررات هسته‌ای آمریکا تأیید شده بودند. در نوادا مسیرهای حمل و نقل عمومی می‌شدند، اما در ایالت‌های دیگر مسیرها، زمان و تاریخ حمل به دلایل امنیتی محرمانه باقی می‌ماندند. نمایندگان ایالتی و قبیله‌ای قبل از ورود محموله‌ها به حوزه قضایی خود مطلع می‌شدند.

### مسیرهای نوادا[۶۷]

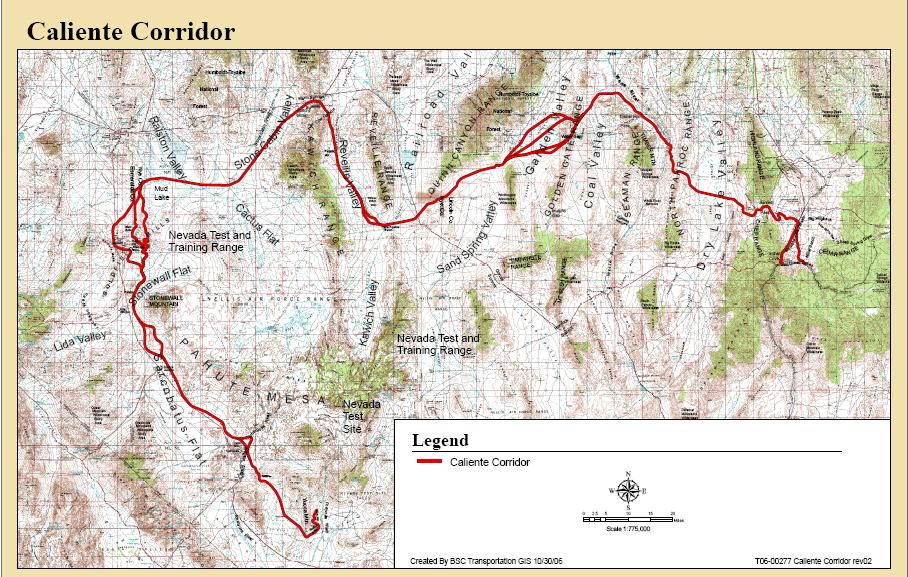
مسیر پیشنهادی انتقال سوخت هسته‌ای مصرف‌شده از طریق نوادا

در نوادا، مسیر اصلی حمل و نقل از طریق راه‌آهن کالیانته بود که از کالیانته شروع شده و حدود ۳۲۰ کیلومتر در امتداد مرزهای سایت آزمایش نوادا حرکت می‌کرد و سپس به سمت جنوب می‌چرخید. مسیر دیگری که بررسی می‌شد، مسیر مینای بود که از نزدیکی وا بوسکا شروع و از هاورثورن، بلِیر جانکشن، لیدا جانکشن و اوسیس ولی عبور می‌کرد و در نهایت به سمت کوه یوکا می‌رفت. برای استفاده از این مسیر، DOE نیاز به اجازه قبیله واکر ریور پایوت داشت و همچنین بخش اول این مسیر متعلق به وزارت دفاع بود که اجازه اضافی لازم داشت.
برای استفاده از این مسیر، DOE نیاز به اجازه قبیله واکر ریور پایوت داشت و همچنین بخش اول این مسیر متعلق به وزارت دفاع بود که اجازه اضافی لازم داشت.
مرکز تنوع زیستی نوادا و دادستان کل نوادا نگرانی‌هایی دربارهٔ عبور مسیرها از زیستگاه‌های حساس ابراز کردند.

### تأثیرات[۶۹]
از دهه ۱۹۶۰ تاکنون، ایالات متحده بیش از ۳۰۰۰ محموله سوخت هسته‌ای مصرف‌شده را بدون هیچ حادثه‌ای حمل کرده است؛ سابقه‌ای که با تجربه جهانی (بیش از ۷۰۰۰۰ تن سوخت حمل شده از سال ۱۹۷۰) قابل مقایسه است؛ این میزان تقریباً برابر با کل سوختی است که قرار بود به کوه یوکا فرستاده شود.
با این حال، شهرها نسبت به عبور محموله‌های زباله رادیواکتیو از مسیرهای جاده‌ای و راه‌آهن که ممکن است از مناطق پرجمعیت عبور کنند، نگرانی داشتند. دکتر رابرت هالستد، مشاور حمل و نقل ایالت نوادا، شهرهایی مانند بوفالو، کلیولند، پیتسبرگ، شیکاگو، اوماها، آتلانتا، نشویل، سنت لوئیس، کانزاس‌سیتی، سالت‌لیک‌سیتی و لاس‌وگاس را به عنوان مناطقی که تحت تأثیر حمل و نقل زباله قرار می‌گیرند، ذکر کرد. اسپنسر آبراهام، وزیر انرژی وقت، گفت که «عموم مردم درک می‌کنند که مواد خطرناک در این کشور جابجا می‌شوند و دولت فدرال می‌داند چگونه این کار را به صورت ایمن انجام دهد.»
در اکتبر ۲۰۱۸، یک سناتور ایالتی از یوتا ادعا کرد که انتقال زباله هسته‌ای از ایالت‌های دیگر به کوه یوکا از طریق جاده‌ها و راه‌آهن‌های ایالتی می‌تواند مخاطرات بهداشتی ایجاد کند.

## تأثیر فرهنگی[۷۲]
در بررسی‌های باستان‌شناسی شواهدی از استفاده موقتی یا فصلی سرخ‌پوستان بومی از نواحی اطراف کوه یوکا یافت شده است. برخی از سرخ‌پوستان معتقدند که نتیجه‌گیری‌های باستان‌شناسان که اجدادشان گروه‌های شکارچی-گردآورنده بسیار متحرک بوده‌اند، نادیده گرفتن روایت‌های سنتی آنها دربارهٔ کشاورزی قبل از تماس با اروپاییان است.
کوه یوکا و زمین‌های اطراف آن برای مردم پایوت جنوبی، شوشون غربی و پایوت و شوشون دره اوونس اهمیت ویژه‌ای در مراسم مذهبی، استفاده از منابع و رویدادهای اجتماعی داشته است.

## تأخیرها از سال ۲۰۰۹[۷۶]
از سال ۲۰۰۹، دولت باراک اوباما تلاش‌هایی برای تعطیلی پروژهٔ دفن زباله‌های هسته‌ای در کوه یوکا آغاز کرد؛ این در حالی بود که طبق قوانین مصوب ایالات متحده، کوه یوکا به عنوان محل ملی دفن زباله‌های هسته‌ای تعیین شده بود. وزارت انرژی آمریکا (DOE) در مهٔ ۲۰۰۹ اجرای این تصمیم رئیس‌جمهور را آغاز کرد و کمیسیون نظارت بر انرژی هسته‌ای (NRC) نیز از این سیاست تبعیت نمود.
با این حال، نهادهای مختلف ایالتی و کنگره‌ای تلاش کردند با استناد به قوانین و از طریق دادگاه‌ها، در برابر برنامه‌های دولت برای تعطیلی این پروژه مقاومت کنند. در اوت ۲۰۱۳، دادگاه تجدیدنظر ایالات متحده حکمی صادر کرد که کمیسیون انرژی هسته‌ای و دولت اوباما را موظف ساخت یا باید با درخواست وزارت انرژی برای ساخت سایت دفن زباله در کوه یوکا موافقت یا مخالفت کنند، و نمی‌توانند صرفاً با نادیده گرفتن قانون، برای تعطیلی آن برنامه‌ریزی نمایند.
در مهٔ ۲۰۰۹، استیون چو، وزیر وقت انرژی ایالات متحده، در این خصوص اظهار داشت:
در سال ۲۰۰۸، کمیته محیط زیست و کارهای عمومی سنای ایالات متحده اعلام کرد که عدم پایبندی به الزامات قراردادی ممکن است تا سال ۲۰۲۰ تا ۱۱ میلیارد دلار برای مالیات‌دهندگان هزینه داشته باشد.این برآورد در سال ۲۰۱۳ به ۲۱ میلیارد دلار افزایش یافت. در ژوئیه ۲۰۰۹، مجلس نمایندگان ایالات متحده با ۳۸۸ رأی موافق در برابر ۳۰ رأی مخالف، به اصلاحیه‌های لایحه HHR3183 (رأی‌گیری شماره ۵۹۱، به نقل از وبگاه رسمی مجلس) رأی داد تا بودجهٔ پروژه یوکاماونت در بودجه مالی سال ۲۰۱۰ حذف نشود. در سال ۲۰۱۳، مجلس نمایندگان طی دو رأی‌گیری در جریان بررسی بودجه انرژی و آب سال ۲۰۱۴، با اکثریتی بیش از ۸۰ درصد با حذف پروژه یوکاماونت به عنوان تنها راهکار مدیریت پسماند هسته‌ای کشور مخالفت کرد.
در ۱۳ آوریل ۲۰۱۰، ایالت واشینگتن دادخواستی برای جلوگیری از بسته‌شدن پروژه یوکاماونت ثبت کرد، چراکه این اقدام تلاش‌ها برای پاک‌سازی مجموعه هسته‌ای هنفورد را به تأخیر می‌انداخت. ایالت کارولینای جنوبی، شهرستان ایکن (محل سایت ساوانا ریور) و چند طرف دیگر به ایالت واشینگتن در این دادخواست پیوستند. دادگاه استیناف ناحیه کلمبیا در ژوئیه ۲۰۱۱ دادخواست را رد کرد و اعلام نمود که کمیسیون تنظیم مقررات هسته‌ای هنوز دربارهٔ خروج از فرایند صدور مجوز تصمیم‌گیری نکرده است. واشینگتن و کارولینای جنوبی در ۲۹ ژوئیه بار دیگر دادخواست جدیدی ثبت کردند.
با دریافت ۳۲ میلیارد دلار از شرکت‌های برق برای تأمین مالی پروژه و صرف ۱۲ میلیارد دلار برای مطالعات و ساخت، دولت فدرال ۲۷ میلیارد دلار (شامل بهره بانکی) در اختیار داشت. در مارس ۲۰۱۲، سناتور لیندزی گراهام لایحه‌ای ارائه داد که بر اساس آن سه‌چهارم این مبلغ به مشتریان بازگردانده شود و باقی‌مانده برای بهبود زیرساخت‌های ذخیره‌سازی در اختیار شرکت‌ها قرار گیرد.
در اوت ۲۰۱۳، دادگاه استیناف ناحیه کلمبیا به کمیسیون تنظیم مقررات هسته‌ای دستور داد که درخواست وزارت انرژی ایالات متحده برای تأسیس یک سایت ذخیره‌سازی پسماند در یوکاماونت را یا تأیید یا رد کند. نظر حقوقی دادگاه بیان می‌کرد که کمیسیون تنظیم مقررات هسته‌ای با نادیده‌گرفتن قانون، به دولت اوباما اجازه داده بود که به برنامه‌ریزی برای بستن این سایت ادامه دهد، در حالی‌که قانون فدرال همچنان یوکاماونت را به عنوان محل ذخیره‌سازی ملی پسماند هسته‌ای تعیین می‌کرد.دادگاه تصریح کرد که رئیس‌جمهور نمی‌تواند صرفاً به دلیل مخالفت‌های سیاسی از اجرای یک قانون مصوب خودداری کند. در پاسخ، کمیسیون تنظیم مقررات هسته‌ای جلدهای نهایی گزارش ارزیابی ایمنی یوکاماونت را منتشر کرد که در آن، کارکنان کمیسیون اعلام کردند محل پیشنهادی با تمام استانداردهای قابل اعمال سازگار است. در عین حال، آن‌ها اعلام کردند که صدور مجوز ساخت باید تا زمان تأمین حقوق زمین و منابع آب و تکمیل پیوست زیست‌محیطی به تعویق بیفتد. در ۳ مارس ۲۰۱۵، کمیسیون به کارکنان خود دستور داد تا پیوست زیست‌محیطی را تکمیل و پایگاه دادهٔ مربوط به صدور مجوز یوکاماونت را با استفاده از بودجه‌های باقی‌مانده در دسترس عموم قرار دهند.
در مارس ۲۰۱۵، سناتور لمار الکساندر لایحه «قانون اداره پسماند هسته‌ای ۲۰۱۵» را در سنای ایالات متحده ارائه کرد. هدف این لایحه ایجاد نهادی کاملاً مستقل با عنوان «اداره پسماند هسته‌ای» برای توسعه سایت‌های ذخیره‌سازی و دفن نهایی پسماند هسته‌ای بود. ساخت چنین تأسیساتی مستلزم رضایت دولت‌های ایالتی، محلی و قبیله‌ای ذی‌نفع بود. بر اساس این لایحه، اداره پسماند هسته‌ای موظف بود برنامه‌ای برای راه‌اندازی یک مرکز ذخیره‌سازی آزمایشی تا سال ۲۰۲۱ برای پسماند راکتورهای غیرفعال و سایر موارد اضطراری تهیه کند.
هدف بعدی، راه‌اندازی تأسیسات ذخیره‌سازی برای پسماند راکتورهای فعال یا «پسماند غیر اولویت‌دار» تا سال ۲۰۲۵ و ایجاد محل دفن دائمی تا پایان سال ۲۰۴۸ بود. محدودیت کنونی ۷۰٬۰۰۰ تن متریک برای ظرفیت نخستین محل دفن دائمی لغو می‌شد. همچنین، هرگونه هزینه جدیدی که پس از تصویب این قانون برای مدیریت پسماند هسته‌ای جمع‌آوری شود، در «صندوق سرمایه در گردش» جدیدی نگهداری می‌شد. اداره پسماند هسته‌ای می‌توانست در صورت عدم وجود محدودیت‌های بودجه‌ای سالانه، از این صندوق برداشت کند. این لایحه در کمیته متوقف شد.
تا ۳۰ سپتامبر ۲۰۲۱، ارزش سرمایه‌گذاری‌شده صندوق پسماند هسته‌ای به ۵۲٫۴ میلیارد دلار رسیده بود.
در ۱۵ مارس ۲۰۱۷، دولت ترامپ اعلام کرد که از کنگره درخواست ۱۲۰ میلیون دلار برای ازسرگیری روند صدور مجوز پروژه یوکاماونت خواهد کرد. همچنین بخشی از این بودجه برای ایجاد یک برنامه ذخیره‌سازی موقت تخصیص می‌یافت. این پروژه قرار بود پسماندهای هسته‌ای ذخیره‌شده در مناطق مختلف کشور از سال ۲۰۱۰ را در یوکاماونت متمرکز کند. این درخواست بودجه‌ای توسط سنای ایالات متحده رد شد. با وجود تخصیص منابع مالی از سوی دولتش، ترامپ در اکتبر ۲۰۱۸ اعلام کرد با استفاده از یوکاماونت به عنوان محل دفن مخالف است و اظهار داشت با «مردم نوادا» هم‌عقیده است.
در ۱۱ مه ۲۰۱۸، مجلس نمایندگان ایالات متحده لایحه H.R.3053 را با ۳۴۰ رأی موافق در برابر ۷۲ رأی مخالف تصویب کرد. این لایحه وزارت انرژی را موظف به ازسرگیری فرایند صدور مجوز یوکاماونت می‌کرد. طبق مفاد آن، صدور مجوز برای این محل دائمی ممکن بود تا پنج سال زمان ببرد. قانون اصلاح سیاست پسماند هسته‌ای به ابتکار جان شیمکوس تدوین شده بود. پایگاه خبری The Hill گزارش داد که این قانون مسیر پیشبرد فرایند برنامه‌ریزی و ساخت سایت یوکاماونت در نوادای جنوبی را برای وزارت انرژی مشخص می‌کرد، مالکیت زمین را به وزارت منتقل می‌نمود، سازوکار مالی را تسهیل می‌کرد و امکان ساخت یا صدور مجوز برای سایت موقت را فراهم می‌نمود.
این لایحه وزارت انرژی را ملزم می‌کرد تا فرایند صدور مجوز یوکاماونت به عنوان محل دائمی دفن پسماند هسته‌ای کشور را احیا کند. این اقدام، پسماندهای ۱۲۱ نقطه در ۳۹ ایالت را گردهم می‌آورد.همه نمایندگان نوادا با این لایحه مخالفت کردند. قرار بود این طرح در مرحله بعد به سنا ارائه شود و در صورت تصویب، کمیسیون تنظیم مقررات هسته‌ای باید ظرف ۳۰ ماه دربارهٔ آن تصمیم‌گیری می‌کرد.
پایگاه The Hill گزارش داد که این لایحه با حمایت گسترده قانون‌گذارانی روبه‌رو شد که خواهان انتقال پسماندها از حوزه‌های انتخاباتی خود به یوکاماونت بودند؛ مفهومی که مورد مخالفت نمایندگان نوادا قرار داشت. دینا تیتوس، نماینده نوادا، این لایحه را «نوادای فریب‌خورده ۲٫۰» خواند. او اصلاحیه‌ای پیشنهاد داد تا ذخیره‌سازی درازمدت تنها در مناطقی صورت گیرد که رضایت خود را اعلام کرده‌اند؛ پیشنهادی که رد شد. در مخالفت با استفاده از یوکاماونت، نمایندگان نوادا با حمایت سناتور دایان فاینستاین از کالیفرنیا و سایر سیاستمداران همراهی شدند.
در ژوئن ۲۰۱۸، دولت ترامپ و شماری از نمایندگان کنگره بار دیگر پیشنهاد استفاده از یوکاماونت را مطرح کردند، اما با مخالفت سناتورهای نوادا روبه‌رو شدند. تا اوایل ۲۰۱۹، پروژه یوکاماونت در «بلاتکلیفی سیاسی» قرار گرفت، چرا که مخالفت‌ها موجب بن‌بست شده بود. در ژانویه ۲۰۱۹، هیئتی از دانشمندان گزارشی با عنوان «بازنگری در مدیریت پسماند هسته‌ای آمریکا» به کنگره ارائه داد که در آن یوکاماونت به عنوان یکی از گزینه‌های پیشنهادی معرفی شده بود، مشروط به شکل‌گیری فرایندی اجماعی برای انتخاب محل.
در آوریل ۲۰۱۹، مسئولان سایت امنیت ملی نوادا اعلام کردند که مرکز مونتاژ تجهیزات در برابر خطر زمین‌لرزه ایمن است. با این حال، مقام‌های رسمی نوادا عنوان کردند که فعالیت‌های لرزه‌ای منطقه برای ذخیره‌سازی پسماند مناسب نیست. در ۱ آوریل ۲۰۱۹، لاس‌وگاس ریویو-ژورنال گزارش داد که دموکرات‌های نوادا در مجلس نمایندگان تلاش دارند از طریق فرایند بودجه‌ای، جلوی انتقال پلوتونیوم از سوی وزارت انرژی به ایالت را بگیرند.
- مدیریت پسماندهای رادیواکتیو سطح بالا
- فهرست فناوری‌های تصفیه زباله‌های هسته‌ای
- مخزن سوخت هسته‌ای مصرف‌شده اونکالو، فنلاند، اولین مخزن جهان
- کارخانه آزمایشی جداسازی زباله

## برای مطالعهٔ بیشتر
- Ialenti, Vincent (2014). "Adjudicating Deep Time: Revisiting The United States' High-Level Nuclear Waste Repository Project At Yucca Mountain". Science & Technology Studies. 27 (2). doi:10.23987/sts.55323. SSRN 2457896.
- Set of articles by technical experts on numerous scientific and technical issues that are unresolved; presents arguments that Yucca Mountain has not been and may never be shown to be an appropriate repository for high-level radioactive waste. Does not pass judgment on suitability of the site.
- Focuses on the mountain as well as the city of Las Vegas.
  - Review: Bock, Charles (February 26, 2010). "American Wasteland". The New York Times."American Wasteland". The New York Times.